# Улангом
Улангом (на монголски: Улаангом, в превод Червена долина) е административен център и най-голям град на аймака Увс в Монголия.
В Улангом е разположено консулство на Тува, а представителство на аймака Увс има в Кизил – столицата на Тува.

## География
Разположен е в подножието на планините Хархираа, на 26 км югозападно от езерото Увс Нур и на 120 км южно от руската граница.
Климатът в града е студен, полупустинен, със студени, сухи и дълги зими и кратки и топли лета. Валежите са малко – под 200 мм годишно, а температурните амплитуди са големи.
Населението на града наброява 30 092 души (по приблизителна оценка от края на 2017 г.), което е близо 30% от населението на аймака.

## История
Смята се, че градът е основан през 1686 г.

## Транспорт
Улангом разполага със собствено летище, обслужващо преки полети само от и за Улан Батор с авиокомпанията „Аеро Монголия“. Градът е свързан с руската граница чрез магистрала.